# Саркисян, Стив
Стив Саркисян (англ. Steve Sarkisian; 8 марта 1974, Торранс, Калифорния, США) —  американский тренер университетского американского футбола и бывший профессиональный квотербек. В настоящее время работает главным тренером Texas Longhorns. Один из самых опытных футбольных тренеров в студенческом футболе с более чем двадцатилетним опытом тренерской работы. Был назван одним из ведущих тренеров университетского американского футбола. Один из высокооплачиваемых тренеров с годовой зарплатой 10,6 млн. долл. и 6-ти летним контрактом на 34,2 млн. долл.
Был также главным тренером университетских команд Washington Huskies, USC Trojans. Является тренером года по версии AP Big 12 Coach of the Year (2023).

## Биография
Стив Саркисян родился в Торрансе, Калифорния и был младшим из семи детей в семье с армянскими и ирландскими корнями. Старший брат Дэйв трижды входил в сборную Америки по футболу в составе команды Cal-State Dominguez Hills.
Несмотря на выдающуюся карьеру в бейсболе и футболе в старшей школе, его небольшое телосложение изначально ограничивало возможности в студенческом футболе. Саркисян начал свой спортивный путь в качестве центрального инфилдера в бейсбольной команде USC Trojans, прежде чем перейти в футбол в El Camino College , младшем колледже недалеко от его родного города.
В El Camino Саркисян преуспел в качестве квотербека, заслужив награду All-Mission Conference и установив рекорд среди колледжей с показателем завершения 72,4%. Его выдающееся выступление принесло ему стипендию в Университете Бригама Янга (BYU) , где он играл под руководством главного тренера ЛаВелла Эдвардса и координатора нападения Норма Чоу .
В BYU Саркисян преуспел, возглавив страну по эффективности паса в свой последний сезон (1996) с выдающимся рейтингом 173,6. Его кампания 1996 года включала:
- 4027 пасовых ярдов и 33 тачдауна в течение регулярного сезона;
- легендарное выступление на 536 ярдов и шесть тачдаунов против Texas A&M;
- победа в чемпионате WAC и победа в Cotton Bowl[англ.].

Награжден призом Сэмми Бо как лучший распасовщик страны и вошёл во вторую сборную Америки.
Саркисян отыграл три сезона в Канадской футбольной лиге (CFL) с командой Saskatchewan Roughriders (1997–1999). В качестве стартового игрока в 1999 году он сделал пас на 2290 ярдов, 16 тачдаунов и 21 перехват. Несмотря на многообещающие результаты, неудачи команды (результат 3-15) побудили Саркисяна перейти на тренерскую работу.

### Тренерская карьера

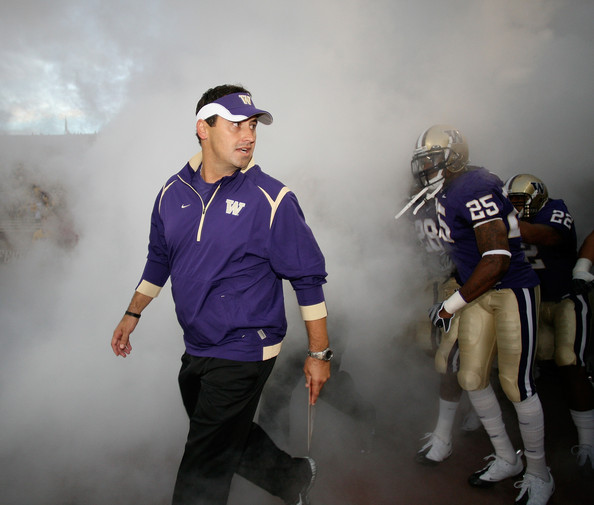
Саркисян выводит Washington Huskies на поле

Саркисян начал свою тренерскую карьеру в 2000 году в качестве тренера квотербеков в колледже Эль Камино, а затем присоединился к USC в качестве помощника нападающего. В течение следующего десятилетия он набирался опыта в USC, Oakland Raiders (NFL) и Washington, быстро поднимаясь по карьерной лестнице.
В 2009 году Саркисян стал главным тренером в Университете Вашингтона , превратив программу из сезона без побед в постоянный выход в кубок. Его пребывание в Вашингтоне включало четыре выхода в кубок. Показатель работы главным тренером в «Вашингтоне» — 34-29.
В 2014 году Саркисян вернулся в USC в качестве главного тренера, но столкнулся с трудностями из-за личных проблем. Несмотря на то, что он показывал многообещающие результаты на поле, его пребывание на этом посту внезапно закончилось в 2015 году после обвинений в злоупотреблении алкоголем.
В 2016 году Саркисян присоединился к Университету Алабамы в качестве аналитика нападения, работая под руководством Ника Сабана. Повысившись до координатора нападения в 2017 году, он помог привести Crimson Tide к победе в национальном чемпионате. Его схемы нападения принесли ему премию Broyles Award (2020), признав его лучшим помощником тренера страны.
Саркисян был назначен главным тренером Texas Longhorns в 2021 году. Хотя его первый сезон (5-7) был непростым, лидерство Саркисяна привело к значительному прогрессу: сезон 2022 года прошёл с результатом 8-5, подчеркнутый сильной игрой в нападении и минимальными поражениями от лучших команд. Сезон 2023 года стал исторической кампанией со счётом 12-2, включая чемпионат Big 12 и поездку в плей-офф студенческого футбола. Саркисян был назван тренером года Big 12 по версии AP, а его команда заняла 3-е место в опросе AP.
Под руководством Саркисяна Texas Longhorns перешёл в Юго-Восточную конференцию (SEC) в 2024 году. Благодаря постоянным успехам в рекрутинге и динамичному нападению Саркисян позиционирует Texas Longhorns как национального претендента.
Тренерский опыт Стива Саркисяна:
- 2000: El Camino колледж[англ.] — тренер QB;
- 2001-2003: USC Trojans[англ.] — тренер квотербеков;
- 2004: «Окленд Рэйдерс» (НФЛ) — тренер квотербеков;
- 2005-06: USC Trojans — тренер квотербеков;
- 2007-08: USC Trojans — помощник главного тренера/координатор нападения/тренер квотербеков;
- 2009-13: Washington Huskies[англ.] — Главный тренер;
- 2014-2015: USC Trojans — главный тренер;
- 2016: Alabama — аналитик нападения/временно исполняющий обязанности OC;
- 2017-18: Atlanta Falcons (НФЛ) — координатор нападения;
- 2019-20: Alabama — координатор нападения;
- с 2021 Texas Longhorns[англ.] — главный тренер[16][17][18].

## Семья
Саркисян женат на Лореаль Смит, бывшей звезде студенческой легкой атлетики и тренере. У пары трое детей: Эшли, Тейлор и Брэди.